# Michele Hendricks

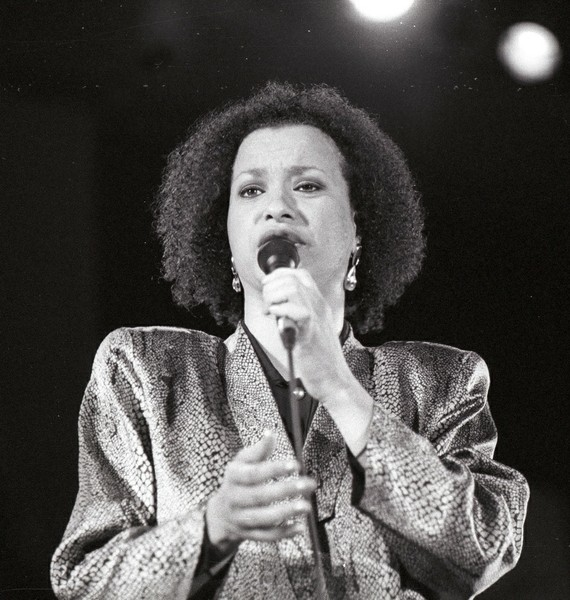
Michele Hendricks auf dem Jazzfestival St. Ingbert 1991

Michele Hendricks (* 27. September 1953 in New York City) ist eine US-amerikanische Jazzsängerin, Arrangeurin und Songwriterin sowie Lehrerin und Autorin.

## Leben und Wirken
Michele Hendricks stammt aus einer musikalischen Familie (sie ist die Tochter des Vocalese-Sängers Jon Hendricks); sie sang als Kind in Kirchenchören und begleitete schon früh ihren Vater bei Auftritten und auf Tourneen. Nach einem Studium in London am Gradison College (Tanz und Drama) war sie Mitglied von Jon Hendricks & Family. Sie trat auch in der Evolution of the Blues Show ihres Vaters auf und gehörte seit 1981 Jon Hendricks & Company an, das zu den wichtigsten Vokal-Ensembles der 1980er Jahre gehörte und an die Arbeit von Lambert, Hendricks & Ross anknüpfte. 1984 nahm sie mit Paul Nashs Jazz Composer's Ensemble auf. Mitte der 1980er Jahre tourte sie im Gesangsquartett Vocal Summit (mit Jay Clayton, Urszula Dudziak und Norma Winstone; Album Conference of the Birds). Ab 1987 nahm sie einige Alben für Muse Records auf, bei denen sie von Gastmusikern wie Slide Hampton, Stan Getz, Ray Drummond, Claudio Roditi, Marvin Smitty Smith und James Williams begleitet wurde. Auch trat sie mit dem Quartett von George Adams und Don Pullen und auf den Leverkusener Jazztagen 1989 mit Art Blakey und seinen Jazz Messengers auf.

Später lebte sie mit ihrer Familie in Frankreich und unterrichtete dort Scatgesang. In den 1990er Jahren erschien noch das Album A Little Bit of Ella, an dem Tommy Flanagan, Peter Washington, Lewis Nash, David Fathead Newman, Brian Lynch, Robin Eubanks und ihr Vater Jon Hendricks mitwirkten. Sie trat dann mit Arthur Blythe und weiteren Musikern an einer Tribut-Konzerttournee für Dinah Washington auf; im Jahr 2000 arbeitete sie mit Adam Nussbaum und der Big Band de Lausanne (Duke Ellingtons Sacred Music). Sie ist Mitglied des Vokal-Ensembles Cantabile in Jazz.
Hendricks unterrichtete an der New School (New York City), der New York University, am New Yorker Jazzmobile, am Centre Polyphonique (Paris), und an der Musikhochschule Graz. Acht Jahre lang war sie künstlerische Leiterin des Spoleto Vocal Jazz Workshop und ist Vorsitzende der Jury der französischen Crest Jazz Vocal Competition. Im Rahmen des Jazz Festival Munster (Haut-Rhin) 2009 hielt Michele Hendricks einen Workshop ab.
Michele Hendricks betätigte sich außerdem als Songwriterin und Lyrikerin; sie arbeitete im Laufe ihrer Karriere mit Count Basie, Wayne Shorter, Billy Hart, George Benson, Art Blakey, Red Rodney, Anthony Jackson, Al Jarreau, Bobby McFerrin und auch mit der Band Manhattan Transfer.
Sie betrachtet Ella Fitzgerald und Sarah Vaughan als ihre wichtigsten Vorbilder.

## Diskographische Hinweise
- Carryin´ On (Muse, 1987)
- Keepin´ Me Satisfied (Muse, 1988)
- Me and My Shadoiw (Muse, 1990)